# De wereld van Edena
De wereld van Edena is een stripreeks gemaakt door Moebius alias Jean Giraud. De reeks bestaat uit zes delen die verschenen bij de uitgeverijen Drukwerk en Casterman.

## Inhoud
De hoofdpersonen in de wereld van Edena zijn de "reparateurs" Stel en Atan(a). In hun piramidevormige schip ontdekken zij de planeet Edena. Op Edena raken ze van elkaar gescheiden en beleven gelijktijdig avonturen waarin ze de vele raadsels rond deze wereld proberen op te lossen. Atana wordt gevangen door de "Nest", een bevolking die het blote gezicht niet kan uitstaan en daarom altijd een masker draagt. Stel is naar haar op zoek en krijgt daarbij de hulp van Burg. Zonder dat Stel het zelf weet, wordt hij een pion in het spel van de boosaardige god Paterne, die als dictator van de Pifpafs er naar streeft de macht over te nemen op Edena. 
De wereld van Eden doet sterk denken aan een droomwereld. In de strip vervaagt zo nu en dan de werkelijkheid en duikt onverwacht een andere dimensie op. Verklaringen ontbreken meestal en de lezer moet deze zelf invullen. Voor wie een afgerond verhaal verwacht kan dat best storend overkomen. De titel van de reeks verwijst naar de Hof van Eden en de mythe van Adam en Eva, en is voorts verbonden met de wereld van Majoor Fataal en de Hermetische Garage, stripverhalen die eveneens door Moebius zijn bedacht. Enkele droompassages uit de reeks lijken geïnspireerd door de boeken van Carlos Castaneda.

## Albums
| Nummer | Titel             | Uitgeverij | Verschenen |
| ------ | ----------------- | ---------- | ---------- |
| 1      | De ster           | Drukwerk   | 1983       |
| 2      | Het hof van Edena | Casterman  | 1988       |
| 3      | De Godin          | Casterman  | 1990       |
| 4      | Stel              | Casterman  | 1994       |
| 5      | Sra               | Casterman  | 2001       |
| 6      | De reperateurs    | Casterman  | 2004       |

## Buitenlandse onderscheiding
De Amerikaanse editie van het werk ontving in 2017 de Eisner-prijs voor de beste Amerikaanse editie van een internationaal werk.